# L'Heure du pardon (film, 1947)
Pour plus de détails, voir Fiche technique et Distribution.
L'Heure du pardon (The Romance of Rosy Ridge) est un film américain en noir et blanc réalisé par Roy Rowland, sorti en 1947.

## Synopsis
En 1865, dans le Missouri. Les fermiers de la vallée de Rosy Ridge sont victimes d'une vague d'incendies criminels. La Guerre de Sécession venant à peine de s'achever, les deux camps sudiste et nordiste, s'en rejettent mutuellement la responsabilité et ne parviennent pas à pactiser. La famille MacBean est sans nouvelles de Ben, le fils parti pour la guerre, dont elle espère le retour. Gill, le père, voit d'un mauvais œil l'arrivée d'un étranger, Henry Carson, dont les raisons de la présence restent floues.

## Fiche technique
- Titre : L'Heure du pardon
- Titre original : The Romance of Rosy Ridge
- Scénario : Lester Cole, d'après une histoire de MacKinlay Kantor
- Musique : George Bassman
- Décors : Edwin B. Willis
- Costumes : Irene et Valles
- Direction artistique : Cedric Gibbons, Eddie Imazu et Richard Duce
- Photographie : Sidney Wagner, assisté de Sam Leavitt (cadreur)
- Montage : Ralph E. Winters
- Producteur : Jack Cummings
- Société de production et de distribution : Metro-Goldwyn-Mayer
- Pays de production :  États-Unis
- Langue originale : anglais américain
- Format : noir et blanc — 35 mm — 1,37:1 — son : mono (Western Electric Sound System)
- Genre : drame romantique
- Durée : 105 minutes
- Dates de sortie : 
  - États-Unis : 4 août 1947
  - France : 12 mai 1950

## Distribution
- Van Johnson : Henry Carson
- Thomas Mitchell : Gill MacBean
- Janet Leigh : Lissy Ann MacBean
- Marshall Thompson : Ben MacBean
- Selena Royle : Sairy MacBean
- Dean Stockwell : Andrew MacBean
- Charles Dingle : John Dessark
- Jim Davis : Badge Dessark
- Guy Kibbee : Cal Baggett
- Elisabeth Risdon : Emily Baggett
- Russell Simpson : Dan Yeary
- Marie Windsor : une fille de Baggett
- O. Z. Whitehead : Ninny Nat
- Paul Langton : Tom Yeary
- Sarah Edwards (non créditée) : Mme Dessark

## Critique
Le réalisateur décrit avec justesse les sentiments de la communauté de Rosy Ridge, partagée à la suite de la Guerre Civile et en pleine reconstruction. Plusieurs grands moments (dont la révélation, émouvante, des motivations du mystérieux étranger) ponctuent ce film qui marque l'apparition de Janet Leigh, dans son premier rôle au cinéma.